# Hammijn
De Hammijn was van 1862 tot 1881 een steenkoolmijn ten westen van Kerkrade, nabij buurtschap De Ham. De mijn was in bezit van de Nederlandse Bergwerkvereniging.

## Geschiedenis
De beide mijnconcessies Willem en Sophia (genoemd naar Koning Willem III en zijn eerste vrouw Sophie van Württemberg) werden achtereenvolgens in 1860 en 1861 door de Nederlandse regering toegewezen aan de Nederlandse Bergwerkvereniging uit Den Haag.
De Hammijn werd geopend in 1862, ter ontginning van de concessie "Willem". Er lag een steenkoollaag op slechts 20 meter diepte. Men kampte echter met wateroverlast en staakte daarom in hetzelfde jaar de werkzaamheden. In 1870 werd een nieuwe schacht aangelegd, maar op 42 meter diepte moest men ook dit werk wegens wateroverlast staken. Een locomobiel, die werd ingeschakeld om de pompen aan te drijven, had te weinig capaciteit.
In 1878 werd opnieuw geprobeerd en vond men op 51 meter diepte een steenkoollaag van een meter dikte, de laag "Steinknipp", die met 20° naar beneden helde. Op 67 meter diepte, de bodem van de schacht, werden twee gangen in de laag gedreven van elk 100 meter lengte. De schachtbok was van hout. Hieromheen was een stenen schachtgebouw gebouwd. De kolen werden per paard en wagen naar een hoeve annex café gebracht en dan verder naar Heerlen of Kerkrade. In 1881 was sprake van een steenkolencrisis en de Bergwerkvereniging ging failliet. Op de plek van schacht ligt sedert 1934 de dijk van de Spoorlijn Schaesberg - Simpelveld.
In 1898 nam de Belgische firma Société Anonymes des Charbonnages Néérlandais Willem et Sophia de Willem en Sophiaconcessies over en legde de Willem-Sophiamijn aan.